# Station Eikenes
Station Eikenes is een halte in Eikenes in de gemeente Larvik in fylke Vestfold in  Noorwegen. De halte ligt aan Vestfoldbanen. De bediening van Eikenes is minimaal. Op zaterdag stopt er een trein in beide richtingen, op zondag alleen richting Larvik.